# Zehbitz
Zehbitz este o comună din landul Saxonia-Anhalt, Germania.